# نائب ملكية مملكة غرناطة الجديدة
النيابة الملكية لمملكة غرناطة الجديدة (بالإسبانية: Virreinato del Nuevo Reino de Granada)، وتسمى أيضًا نائب الملك على غرناطة الجديدة أو نائب الملك على سانتا في، هو الاسم الذي أطلق في 27 مايو 1717 على نطاق سلطة الإمبراطورية الإسبانية في شمال أمريكا الجنوبية، الموافق للعصر الحديث. كولومبيا والإكوادور وبنما وفنزويلا. أُنشئت هذه الولاية عام 1717 بأمر من الملك فيليب الخامس، كجزء من سياسة جديدة للسيطرة الإقليمية، ثم عُلّقت عام 1723 بسبب مشاكل مالية، ثم أُعيدت عام 1739 حتى أوقفتها حركة الاستقلال مجددًا عام 1810. أُدمجت الأراضي المقابلة لبنما لاحقًا عام 1739، وفُصلت مقاطعات فنزويلا عن نيابة التاج البريطاني وأُلحقت بالقيادة العامة لفنزويلا عام 1777. بالإضافة إلى تلك المناطق الأساسية، شملت أراضي نيابة التاج البريطاني في غرناطة الجديدة غيانا، وترينيداد وتوباغو، وجنوب غرب سورينام، وأجزاء من شمال غرب البرازيل، وشمال بيرو. أُضيف شريط على طول المحيط الأطلسي في ساحل موسكيتو بموجب المرسوم الملكي الصادر في 20 نوفمبر 1803، لكن البريطانيين ناضلوا من أجل السيطرة الإدارية.